# 小笠原恭子
小笠原 恭子（おがさわら きょうこ、1936年 - 2018年11月17日）は、芸能史研究家、作家、武蔵大学名誉教授。筆名は小笠原 京（きょう）。

## 略歴
- 1936年 東京市本郷区（現・東京都文京区）生まれ。
- 1957年 お茶の水女子大学文教育学部文学科国文学専攻卒業。
- 1964年 國學院大學大学院日本文学専攻博士課程修了。同大学助手。
- 1966年 成蹊大学文学部日本文学科助手。
- 1967年 同大学講師。
- 19○○年 同大学助教授。
- 1974年 武蔵大学人文学部日本文化学科助教授。
- 1974年 『かぶきの誕生』で河竹賞を受賞。
- 19○○年 武蔵大学教授。
- 2007年 同大学定年退職、名誉教授。

小笠原京の名では、時代小説、上演台本なども発表している。

## 著書
- かぶきの誕生 明治書院 1972
- 芸能の視座 日本芸能の発想 桜楓社 1984
- 出雲のおくに その時代と芸能 中公新書 1984
- 都市と劇場 中近世の鎮魂・遊楽・権力 平凡社選書 1992
- 未完の芸能 そうよう 2001
- 阿国かぶき前後 岩田書院 2006

### 小笠原京名義
- 瑠璃菊の女 旗本絵師描留め帳 福武書店 1994 のち文庫
- 旗本絵師藤村新三郎 講談社 1995
- 寒桜の恋 旗本絵師描留め帳 福武書店 1995 のち小学館文庫
- 蛍火の怪 旗本絵師描留め帳 小学館文庫 1999
- 小春日の雪女 旗本絵師描留め帳 小学館文庫 2000
- 見返り仏の女 新人物往来社 2000
- 落梧の非情 旗本絵師描留め帳 小学館文庫 2002
- 修羅坂の雪 旗本絵師描留め帳 小学館文庫 2002
- 爛漫の時代 浮世又兵衛物語 新人物往来社 2007

## 編纂など
- 歌舞伎の世界 美と悪の劇空間 有精堂出版 1988（日本文学研究資料新集）
- 歌舞伎名作集 現代語訳 河出文庫 2008